# Lepithrix paraknersvlaktensis
Lepithrix paraknersvlaktensis är en skalbaggsart som beskrevs av Dombrow 2007. Lepithrix paraknersvlaktensis ingår i släktet Lepithrix och familjen Melolonthidae. Inga underarter finns listade i Catalogue of Life.